# Extinction massive
Une extinction massive ou grande extinction, appelée aussi crise biologique ou crise écologique, est un évènement relativement bref à l’échelle des temps géologiques (quelques millions d’années au maximum) au cours duquel au moins 50 % des genres et 10 % des familles d'espèces animales et végétales présentes sur la Terre et dans les océans disparaissent, de manière non sélective. Ces trois critères (durée relativement brève, répartition géographique mondiale et importante chute de la biodiversité) sont cependant sujets à débat car les enregistrements paléontologiques sont incomplets, essentiellement marins, soumis à des biais d'échantillonnage et à une estimation de la durée de l'extinction parfois imprécise.
Ces crises majeures ont souvent été l'occasion de transitions entre des formes de vie dominantes. Hormis les quelques périodes d'extinction massive décrites plus loin, le taux de disparition « normal » des familles d'animaux marins par million d'années montre un déclin progressif à l'échelle des temps géologiques, passant de 5 familles par million d'années au Cambrien, au début de l'éon Phanérozoïque et de l'ère Paléozoïque il y a environ 540 millions d'années, à deux familles par million d'années durant l'ère Cénozoïque (Tertiaire), de 66 millions d'années à nos jours (en excluant la série actuelle de l'Holocène).
Dans les mers, les cinq extinctions massives d'organismes multicellulaires ont essentiellement concerné les animaux, une seule a perturbé significativement l'évolution des plantes,.
Une étude de 2022 suggère qu'un premier épisode d'extinction massive a précédé l'explosion cambrienne, mettant un terme à la faune de l'Ediacara, ce qui porterait à 6 le nombre des grandes vagues d'extinction passées.
Pendant l'Archéen (4,0–2,5 Ga) il a dû y avoir une vingtaine au moins d'impacts cosmiques plus violents que celui de l'extinction K-Pg, mais sans les mêmes effets catastrophiques à une époque où la vie était marine, unicellulaire et sans photosynthèse, voire avec des conséquences favorables à la vie. L'un de ces événements (3,36 Ga) est bien caractérisé,.

## Origine du concept
Les phases d'extinctions et celles de renouvellement des faunes et des flores au cours des temps géologiques ont été suggérées à partir du XVIIIe siècle par deux grands noms du domaine : Georges-Louis Leclerc de Buffon et Georges Cuvier. Cuvier défendait la théorie du catastrophisme, tandis que d'autres, comme Charles Lyell étaient uniformitaristes, c'est-à-dire qu'ils pensaient que les choses se faisaient lentement, sans à-coups.
Par la suite, le catastrophisme fut négligé, puis relancé au XXe siècle : des phases d'extinctions et crises biologiques par catastrophisme furent ainsi envisagées par Newell en 1963. Les travaux de Walter Alvarez, qui travailla sur la limite entre crétacé et le tertiaire au début des années 1980, firent apparaître la théorie de l'impact météoritique.
Afin de hiérarchiser les crises biologiques ou bioévènements, il est défini, selon le taux d'extinction, les crises de masse (disparition au minimum de familles taxonomiques), les crises intermédiaires (disparition d'espèces, de genres et de quelques familles) et les crises mineures (disparition d'espèces et de genres qui coïncide souvent avec les limites d'étages ou de sous-étages géologiques). Cette classification masque le continuum qui existe entre ces trois types de crises : les nombreuses petites crises (qui exterminent de 0 à 5 % des espèces) ont été à l'origine de 40 % des disparitions de toutes les espèces (notion d'extinction de fond, « background extinction »), les crises plus importantes (« poussées d'extinction » qui exterminent plus de 5 % des espèces) sont intervenues dans plus de 60 % des disparitions, avec les crises majeures mais rares qui n'ont engendré que 4 % des extinctions. C'est ainsi qu'au cours du Phanérozoïque (période qui voit l'apparition du registre fossile), les paléontologues ont identifié une soixantaine de crises.

## Épisodes d'extinction massive
Depuis que la vie est apparue sur Terre, ces extinctions « normales » ont été ponctuées par cinq épisodes d'extinction massive (définis en 1982 par Jack Sepkoski et David M. Raup), une sixième, l'extinction de l'Holocène, pourrait être amorcée :
1. Il y a environ 445 Ma, à la limite entre l'Ordovicien et le Silurien, une extinction massive se produit, probablement à la suite d'une grande glaciation qui aurait entraîné des désordres climatiques et écologiques rendant difficile l'adaptation des espèces et écosystèmes au recul de la mer sur des centaines de kilomètres, puis à son retour en fin de phase glaciaire. Elle aboutit à la disparition de 27 % des familles et de 57 % des genres d'animaux marins[14],[15], et une estimation de 85 % au niveau des espèces[16].
2. Il y a environ entre 380 et 360 millions d'années, l'extinction du Dévonien, qui regroupe plusieurs phases d'extinction, élimine 19 % des familles et de 35 à 50 % des genres d'animaux marins[14] et une estimation de 75 % au niveau des espèces[17]. Des variations répétées et significatives du niveau de la mer et du climat, ainsi que l'apparition d'un couvert végétal important sur les continents, pourraient être à l'origine de phénomènes d'anoxie des océans et de crises biologiques majeures. Les causes de ces changements sont encore débattues.
3. Il y a entre 252 et 245 Ma, l'extinction du Permien-Trias est la plus massive. Près de 81 % de la vie marine disparaît[18] ainsi que 70 % des espèces terrestres (plantes, animaux). Cette extinction a été précédée de deux événements de moindre ampleur, l'extinction d'Olson (−273 Ma) et celle du Capitanien (−260 Ma)[19].
4. Il y a 200 Ma, l'extinction du Trias-Jurassique marque la disparition de 75 % des espèces marines, et de 35 % des familles d’animaux, dont la plupart des diapsides et les derniers des grands amphibiens.
5. Il y a 66 Ma, l'extinction Crétacé-Paléogène entraîne la disparition de 50 % des espèces, dinosaures non-aviens compris.
6. Depuis 13 000 ans, l'extinction de l'Holocène est provoquée par la colonisation de la planète et la modification importante des écosystèmes (fragmentation écologique, transformation des habitats - dont impacts technologiques - extirpation d'espèces...) par les populations humaines. Elle est dénommée la « sixième extinction » par des scientifiques comme Paul R. Ehrlich, terme repris par la presse[20],[21], bien que pour le moment le dégât en nombre d'espèces reste nettement inférieur aux cinq autres. Toutefois, la criticité de la situation réside dans la baisse très importante des populations de nombreuses espèces [22]. Les espèces les plus touchées sont les espèces spécialistes, inféodées aux habitats en voie de destruction ou dégradés, peu fécondes, souvent de grande taille[23],[24],[25]. Au-delà de la largeur de la niche écologique (espèces généralistes vs spécialistes) et de la disparition des habitats, tout dépend donc de la taille minimale que doit avoir une population pour échapper au risque de dégénérescence par excessive consanguinité, et de la fécondité des femelles.

Plusieurs épisodes d'extinction sont décrits au Cambrien, mais ils sont mal connus et ne rentrent pas dans le groupe des big five, les cinq grandes extinctions de l'histoire de la Terre.
La « crise du Capitanien » (étage du Permien) qui a décimé les brachiopodes, en particulier au Spitzberg, il y a environ 262 Ma (millions d'années), a été envisagée par David P.G. Bond et al. en 2015 comme une possible extinction massive liée à de puissantes éruptions volcaniques dans le sud de la Chine,. Cependant sa proximité chronologique avec la plus grande des extinctions connues à ce jour, l'extinction du Permien-Trias, ne permet pas à ces auteurs de trancher clairement entre une crise régionale ou mondiale.
Par ailleurs on connaît aussi quelques extinctions moins massives, comme celle du milieu du Trias il y a 225 Ma, qui élimina une forte proportion des reptiles mammaliens alors dominants, et laissa le champ libre aux dinosaures.

## Liste des extinctions massives ou importantes
Liste des extinctions massives ou importantes :

| Période     | Extinction                                        | Date                     | Causes possibles |
| ----------- | ------------------------------------------------- | ------------------------ | --- |
| Quaternaire | Extinction de l'Holocène                          | 10 000 ans — aujourd'hui | Destruction et fragmentation des habitats, dont changement d'usage des terres (ex : déforestation pour l'agriculture), modification des grands flux et compartiments biogéochimiques (ex : émissions de CO2 et autres gaz à effet de serre (GES), déversements massifs de nitrates dans les sols et eaux) avec pollution des milieux et modification des écosystèmes (ex : agriculture intensive, changement climatique lié à l'intensification des émissions de GES), surexploitation des ressources naturelles (surchasse, surpêche), toutes causes liées aux progrès des technologies et à l'intensification des activités humaines durant l'Anthropocène. |
| Néogène     | Extinction marine du Pliocène–Pléistocène         | 2 Ma                     | Supernova ? |
| Néogène     | Extinction du milieu du Miocène                   | 14,5 Ma                  | |
| Paléogène   | Extinction de l'Éocène-Oligocène                  | 36-33.9 Ma               | Cratère Popigaï, baie de Chesapeake, cratère de Toms Canyon et peut-être cratère de Mistastin |
| Crétacé     | Extinction Crétacé-Paléogène                      | 66 Ma                    | Cratère de Chicxulub ; trapps du Deccan |
| Crétacé     | Extinction du Cénomanien-Turonien                 | 94 Ma                    | Basaltes de la « Caribbean Large Igneous Province ». |
| Crétacé     | Extinction de l'Aptien                            | 117 Ma                   | Plateau de Kerguelen |
| Jurassique  | Extinction de la fin du Jurassique (Tithonien)    | 145 Ma                   | Plateau Chatsky ? |
| Jurassique  | Extinction du Toarcien                            | 183 Ma                   | Karoo-Ferrar Provinces |
| Trias       | Extinction du Trias-Jurassique                    | 201 Ma                   | Province magmatique centre atlantique ; Cratère |
| Trias       | Extinction du Carnien                             | 230 Ma                   | Éruptions de basaltes de Wrangellia |
| Permien     | Extinction Permien-Trias                          | 252 Ma                   | Trapps de Sibérie ; Cratère de la Terre de Wilkes |
| Permien     | Extinction du Capitanien                          | 262 Ma                   | Disparition de nombreuses formes de brachiopodes. Extinction considérée par David P.G. Bond et al. en 2015 comme importante, liée aux trapps d'Emeishan,. |
| Permien     | Extinction d'Olson                                | 270 Ma                   | Bachu Large Igneous Province ? |
| Carbonifère | Effondrement de la forêt tropicale du Carbonifère | 305 Ma                   | Passage d'un climat humide à un climat sec. Lien avec les provinces ignées de Skagerrak (en) ? |
| Carbonifère | Lacune de Romer                                   | 360-345 Ma               | Les lacunes représentent des périodes pour lesquelles les paléontologues n'ont pas encore trouvé de fossiles pertinents. |
| Dévonien    | Extinction du Dévonien                            | 375-360 Ma               | Trapps de Viuly-Iakoutsk |
| Silurien    | Extinction de la fin du Silurien                  | 416 Ma                   | |
| Silurien    | Lau event                                         | 420 Ma                   | Changements du niveau des mers et de leur composition chimique ? |
| Silurien    | Mulde event                                       | 424 Ma                   | Baisse du niveau des mers ? |
| Silurien    | Ireviken event                                    | 428 Ma                   | Asphyxie des océans ; Paramètres de Milanković ? |
| Ordovicien  | Extinction de l'Ordovicien-Silurien               | 450-440 Ma               | Refroidissement global et baisse du niveau des mers ; Sursaut gamma ? Séquestration du carbone par dépôt profond d'algues mortes, ? |
| Cambrien    | Extinction du Cambrien-Ordovicien                 | 485 Ma                   | Grand refroidissement global et des variations du niveau marin |
| Cambrien    | Extinction du Dresbachien                         | 502 Ma                   | |
| Cambrien    | Extinction de la fin du Botomien                  | 517 Ma                   | Province ignée de Kalkarindji |
| Précambrien | Extinction de la fin de l'Édiacarien              | 541 Ma                   | Anoxie des océans |
| Précambrien | Grande Oxydation                                  | 2400 Ma                  | Montée du taux d’oxygène dans l'atmosphère due au développement de la photosynthèse |

## Théories et débats
| Millions d'années O-S Fin D Cap P-Tr Tr-J K-Pg |

Le graphique bleu indique le pourcentage apparent (pas en nombre absolu) de genres d'animaux marins ayant disparu au cours d'un intervalle de temps. Il ne représente pas toutes les espèces marines, mais seulement les espèces marines fossiles. Les 5 plus grandes extinctions sont liées, voir les extinctions massives pour plus de détails.
Source et information sur le graphique
Trois grands types de causes ont été proposées pour expliquer les extinctions massives : 1) biologique (appauvrissement génétique, pression de prédation), 2) terrestre (volcanisme, variations eustatiques, changements climatiques) et 3) extraterrestre (impact de météorite, augmentation des rayons cosmiques, hypothèse Némésis, Hypothèse Shiva). Ces causes peuvent se conjuguer, et de nouvelles théories sont régulièrement proposées, suscitant de nombreux débats.
La théorie volcanique invoque des périodes de volcanisme intense le long des failles continentales qui incluent des éruptions assez puissantes pour envoyer plusieurs milliards de tonnes de roches en orbite basse et acidifier l'atmosphère et les mers. Cette théorie expliquerait la périodicité des extinctions massives ainsi que la coïncidence apparente de tels évènements avec un volcanisme intense et des traces d'impacts de météorites.
Les différentes glaciations ayant eu lieu au cours du phanérozoïque, ont provoqué aussi des extinctions plus ou moins importantes suivant la durée et l’intensité du refroidissement. 
En effet, au niveau continental, la baisse des températures entraine l’apparition de glaciers étendus, inlandsis, faisant disparaître les écosystèmes présents et empêchant le développement de la flore et donc la présence d’une faune diversifiée. De plus, la vie marine est aussi fortement affectée par les modifications du niveau marin lors des glaciations. La formation des banquises et inlandsis en séquestrant de grande quantité d’eau, entraîne une baisse importante du niveau marin et modifie les courants océaniques, entraînant des perturbations sévères des écosystèmes marins. De même, à la fin de la période glaciaire, la remontée des températures entraîne la fonte des glaces et donc une remontée du niveau marin, perturbant à nouveau ces écosystèmes. L’extinction massive de l’ordovicien-silurien serait en partie due à une période glaciaire intense. D’autres glaciations ayant eu lieu au carbonifère ou au quaternaire ont aussi entraîné des extinctions d’espèces plus ou moins importantes.
Une autre théorie implique une variation de la chimiocline à la suite d'un réchauffement global de la planète, lui-même induit par le dégagement important de dioxyde de carbone lors d'une phase de volcanisme intense. La chimiocline atteignant la surface de l'océan, de grandes quantités de sulfure d'hydrogène toxique sont libérées dans l'atmosphère. Les nuages de ce gaz peuvent tuer plantes et animaux directement (ou indirectement en détruisant la couche d'ozone). Ce processus pourrait expliquer les extinctions de la fin du Permien et de la fin du Trias. Les biomarqueurs trouvés dans les sédiments de ces époques attestent que des bactéries consommatrices de sulfure d'hydrogène ont alors proliféré dans tous les océans.
Des modifications de l'albédo, de la chimie de l'air et de l'eau (acidification) auraient pu avoir des impacts majeurs et combinés sur la couche d'ozone, le taux d'ultraviolets et de rayonnement solaire et stellaire, la capacité de puits de carbone, de régulation et de résilience écologique des écosystèmes. La fonte brutale des hydrates de méthane pourrait également à certaines époques avoir provoqué des emballements du réchauffement climatique et des perturbations des grands courants marins dans des laps de temps trop courts pour permettre les réponses adaptatives des espèces et écosystèmes.
Depuis le milieu des années 80 des physiciens suggèrent une cause primaire cosmique (en raison de traces de bombardement cycliques de la Terre).
En 2008, des scientifiques de l'université de Cardiff estiment que la Voie lactée pourrait être responsable des six grandes extinctions passées. Selon cette théorie, tous les 35 à 40 millions d'années, le système solaire traverse le plan galactique, caractérisé par une forte densité en gaz et en poussière. Quand il le traverse, les forces gravitationnelles des nuages de gaz et de poussière environnants délogeraient les comètes de leur trajectoire. certaines plongeraient alors dans le système solaire, entrant parfois en collision avec la Terre. (le risque de collision augmenterait ainsi d'un facteur dix). Cette hypothèse concorde d'après ses auteurs avec l'observation des cratères sur Terre qui suggère un plus grand nombre de collisions tous les 36 millions d’années environ.
En 2014, une autre hypothèse est avancée par deux physiciens théoriques : un « disque mince » constitué d'une forme de matière noire pourrait périodiquement (tous les 35 millions d'années) traverser la Galaxie et induire des pluies météoritiques catastrophiques. Le Soleil tout en suivant le mouvement tourbillonnant du bras de la Galaxie qui l'abrite, c'est-à-dire tout en tournant autour du centre galactique se déplacerait aussi sinusoïdalement vers le haut et vers le bas, en traversant donc périodiquement le plan qui coupe la Galaxie en sa partie supérieure et sa partie inférieure. Cette couche centrale contiendrait une quantité plus dense de matière noire, capable d'induire une poussée gravitationnelle et de perturber les comètes du nuage de Oort. Il existe un consensus sur l'idée que la matière noire n'interagit que très peu avec la matière, mais les auteurs suggèrent qu'une petite fraction de la matière noire pourrait se comporter très différemment. En 2014, les auteurs ont publié une « théorie de la matière noire dissipative » pour essayer d'expliquer les signaux évoquant une matière noire au centre de la Galaxie, repérés par le télescope Fermi. Leur modèle est celui d'un « disque sombre » épais d'environ 35 années-lumière (10 parsecs), avec une densité équivalente à environ 1 masse solaire par année-lumière carrée, soit 10 masses solaires par parsec carré, c'est-à-dire assez dense pour déclencher des pluies périodiques de comètes. Si ce « disque noir » existe, il pourrait être testé via des observations astronomiques (par exemple grâce aux données attendues de la mission Gaia de l'Agence spatiale européenne qui doit cartographier le champ gravitationnel de la Galaxie). En attendant, cette explication reste spéculative.

## Cycles
Le graphique ci-dessus montre les différents cycles de l'histoire naturelle, les extinctions de masse et les principaux astroblèmes. Les extinctions massives ont toujours été suivies d'explosions radiatives. Selon les lois de la sélection naturelle dans la théorie de l'évolution, les espèces qui disparaissent libèrent des niches écologiques pour d'autres espèces qui alors sont susceptibles d'évoluer. Cette évolution est appelée spéciation. Ces cycles, si rapides qu'ils soient, sont de l'ordre de plusieurs millions d'années. Dans le cas d'une extinction massive actuelle, l'espèce humaine ne pourra pas constater d'explosions radiatives du fait de ces durées.

## Alternatives
L'intensité des extinctions de masse successives a dessiné le monde biologique actuel tel que nous le connaissons. Si cette intensité avait été différente, l'évolution aurait pu prendre d'autres chemins : ainsi, l'extinction à la fin du Dévonien a touché 70 % des espèces vivantes et plus particulièrement les espèces marines, mais a relativement épargné les arthropodes alors déjà très diversifiés et les premiers vertébrés tétrapodes. Selon le professeur de paléobiologie George R. McGhee, si cette extinction avait été plus sévère, l'histoire de la vie sur Terre aurait été complètement bouleversée. La longue marche des tétrapodomorphes qui ont évolué à partir des poissons sarcoptérygiens aurait été enrayée et la conquête des terres aurait été assurée essentiellement par les trois principaux groupes d'arthropodes actuels (les hexapodes — insectes et collemboles —, les myriapodes — mille-pattes — et les arachnides — araignées, acariens et scorpions). Une extinction encore plus massive aurait conduit à une planète microbienne. Du reste, la biodiversité microbienne représente encore aujourd'hui 80 % de la biomasse totale de la planète. Selon le professeur de microbiologie Jean-Louis Fauchère, les humains ne sont « que des avatars du monde bactérien ».
Il n'est d'ailleurs pas surprenant que la terrestrialisation des trois principaux groupes, les végétaux, les arthropodes et les vertébrés se soit accompagnée de l'utilisation des activités des micro-organismes qui sont déjà la forme dominante du monde vivant en termes d'abondance et de biodiversité depuis l'apparition de la vie sur Terre. Les espèces de ces trois groupes sont des communautés symbiotiques par leur origine et ont adopté la même stratégie commune de se servir de mutualistes microbiens (bactéries, protistes et microchampignons), à la fois internes et externes afin de développer des associations mutualistes pour les plantes terrestres (notion de phytobiome et de microbiote des plantes, avec notamment les mycorhizes), de désintoxiquer partiellement la matière végétale et d'en augmenter considérablement la valeur calorifique et nutritive disponible pour les animaux (notion de microbiote intestinal) ou de les protéger (microbiote buccal, cutané, vaginal…),.

## Impacts cosmiques de l'Archéen
La ceinture de roches vertes de Barberton (Afrique du Sud), une succession de roches volcaniques et sédimentaires datant de 3,6 à 3,2 milliards d'années (Ga), conserve les traces de huit impacts d'astéroïdes d'un diamètre estimé à plus de 10 km. Le plus violent, daté d'environ 3,26 Ga, est attribué à un astéroïde de 37 à 58 km de diamètre et de masse égale à 50 à 200 fois celle de l'astéroïde de Chicxulub. À cette époque les organismes vivants devaient être tous des bactéries et des archées marines dont le métabolisme reposait, non sur la photosynthèse (qui aurait pâti d'un obscurcissement de plusieurs années) mais sur la voie de Wood-Ljungdahl. L'existence d'évaporites incluant des dépôts carbonés atteste de la destruction de nombreux organismes mais avec une effet global très réduit, alors qu'en revanche la vie a pu être favorisée par l'apport important de phosphore et de fer. Au moins 16 impacts majeurs ont été identifiés à l'Archéen, et l'on estime qu'un astéroïde de diamètre supérieur à 10 km devait percuter la Terre au moins tous les 15 millions d'années, en moyenne. Ces impacts ont probablement été bénéfiques au développement de la vie,.